# Coeloom

Dwarsdoorsnede van een ringworm. Het coeloom omgeeft het centrale darmkanaal.

Het coeloom is de secundaire lichaamsholte die voorkomt bij bijna alle triblastische dieren (Bilateria). Ze wordt gevormd tijdens de embryonale ontwikkeling uit het middelste kiemblad, het mesoderm. Het coeloom herbergt de organen van een dier, waaronder het spijsverteringsstelsel en voortplantingsorganen, maar ook het hart en de bloedvaten. Het is een belangrijk begrip in de zoölogie, omdat het coeloom van oudsher vaak gebruikt werd om dieren in te delen in taxonomische groepen.
Het coeloom vervult een aantal belangrijke functies. In de eerste plaats is het de inwendige beschermingsstructuur van de ingewanden: mechanische belasting zoals schokken worden opgevangen. Organen die in het coeloom zijn ingebed, kunnen vrij groeien en bewegen, wat een optimale ontwikkeling mogelijk maakt. Het coeloom biedt daarnaast lichaamsflexibiliteit en vergemakkelijkt voortbeweging.
In het menselijk lichaam is het coeloom te herkennen als de borstholte en buikholte. Dit zijn twee met vocht gevulde ruimtes waarin de organen, zoals de longen en het maag-darmkanaal, zijn ingebed. De lichaamsholtes worden begrensd door een vlies, in dit geval het borstvlies (pleura) en buikvlies (peritoneum).

## Naam
De term coeloom wordt in het Nederlands uitgeproken als 'seuloom'. Het woord is afgeleid van het Griekse κοίλωμα (koíloma), wat "uitgehold lichaam" betekent. Oscar Hertwig en zijn broer publiceerde hun coeloomtheorie in 1881. Het groeide uit tot een centraal concept in de embryologie en zoölogie.

## Ontwikkeling
De manier waarop het coeloom in de embryonale ontwikkeling gevormd wordt, verschilt tussen de twee hoofdlijnen in het dierenrijk: Protostomia en Deuterostomia. Bij de Protostomia splitst het mesoderm in twee lagen, waartussen uiteindelijk het coeloom, het zogenaamde schizocoel, ontstaat. Tussen dooierwand en trofoblast ontstaat een dik weefsel: het extra-embryonaal mesoderm. Dit wordt op dag twaalf na de bevruchting dikker en er vormen zich holtes, die het extra embryonaal coeloom wordt genoemd.
Bij de Deuterostomia ontstaat het mesoderm door afsnoering van het endoderm; het coeloom is dus eigenlijk afgeleid van het binnenste kiemblad, en wordt daarom enterocoel genoemd.

## Classificatie in zoölogie
In het verleden werd het dierenrijk, en dan specifiek de Bilateria of triploblasten (alle tweezijdig symmetrische dieren), om praktische redenen vaak onderverdeeld op basis van kenmerken die verband houden met het coeloom. Op basis van de coeloomstructuur kunnen triploblasten verdeeld worden in drie groepen: Acoelomata, Pseudocoelomata en Coelomata. Deze groepen zijn dus uitsluitend op morfologische kenmerken gebaseerd en impliceren geen evolutionaire verwantschap.

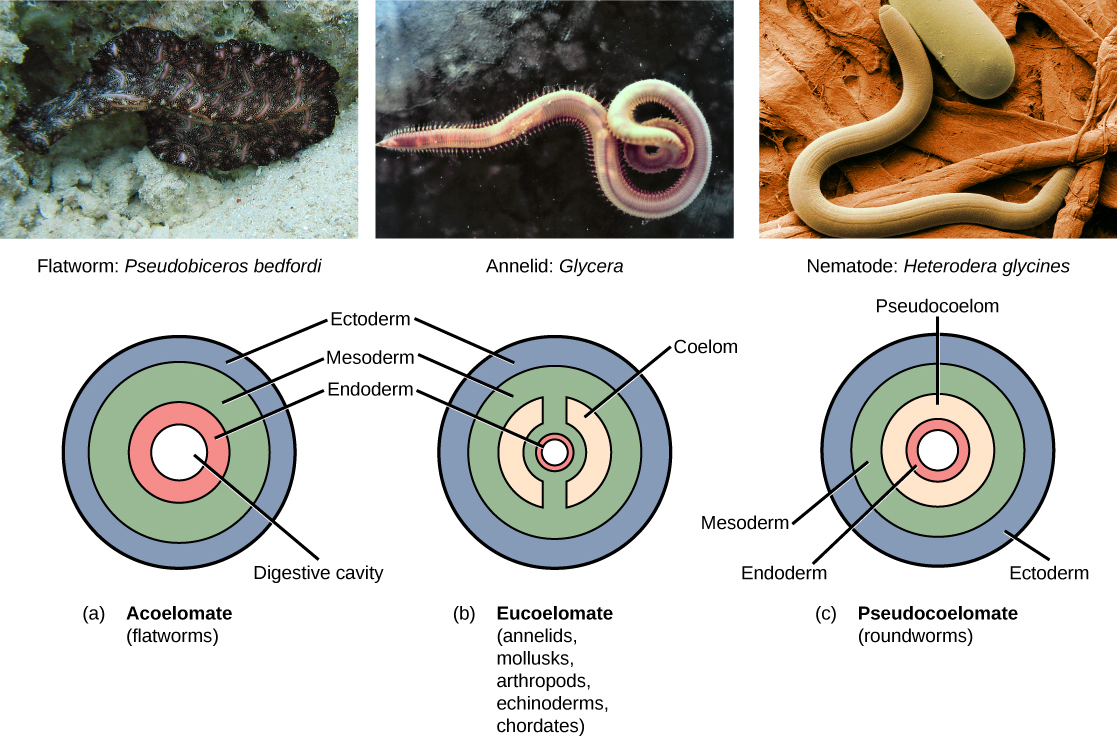
Classificatie van triploblasten op basis van de coeloomstructuur

Triploblasten die geen coeloom ontwikkelen, worden acoelomaat genoemd. Hun mesodermgebied, dus tussen het darmkanaal en de huid, is volledig gevuld met weefsel. Voorbeelden van acoelomaten zijn dieren in het fylum Platyhelminthes, de platwormen.
Dieren met een echt coeloom worden eucoelomaat (of coelomaat) genoemd. Een echt coeloom ontwikkelt zich volledig uit het mesoderm en is bekleed met een epitheelmembraan. Ringwormen, weekdieren, geleedpotigen, stekelhuidigen en chordadieren zijn allemaal eucoelomaat.
Een derde groep triploblasten heeft een iets ander coeloom, gedeeltelijk afgeleid van mesoderm en gedeeltelijk van endoderm. Deze dieren zijn pseudocoelomaat. Een goed voorbeeld is het fylum Nematoda, de rondwormen.